# Lista över arbetslivsmuseer i Örebro län
Här följer en förteckning över arbetslivsmuseer i Örebro län.

## Örebro län
| Namn                                        | Typ av museum   | Kommun, ort              | Adress Koordinat                                             | ID-nr | Bild                                                                                        |
| ------------------------------------------- | --------------- | ------------------------ | ------------------------------------------------------------ | ----- | ------------------------------------------------------------------------------------------- |
| Idrottsmuseet                               |                 | Karlskoga, Karlskoga     | Kungsvägen 34 59.32502, 14.51797                             | 2261  | Ladda upp en bild av detta arbetslivsmuseum                                                 |
| Nora Bergslags Veteran-Jernväg - NBVJ       |                 | Nora, Nora               | Nora eller Järle 59.51658, 15.04233                          | 2440  | Se fler bilder av detta arbetslivsmuseum · Ladda upp en till bild av detta arbetslivsmuseum |
| Pershyttan                                  |                 | Nora, Nora               | 59.49868, 15.01085                                           | 2444  | Se fler bilder av detta arbetslivsmuseum · Ladda upp en till bild av detta arbetslivsmuseum |
| Nora järnvägsmuseum och veteranjärnväg NJOV |                 | Nora, Nora               | Pershyttan Bergsmansby och kulturreservat 59.49255, 15.00533 | 4520  | Ladda upp en bild av detta arbetslivsmuseum                                                 |
| Modellboden vid Karlsdal                    |                 | Karlskoga, Karlsdal      | 59.40247, 14.58215                                           | 2279  | Ladda upp en bild av detta arbetslivsmuseum                                                 |
| Sveriges kurortsmuseum                      |                 | Hällefors, Loka brunn    | Loka Brunn, Grythyttan 59.60527, 14.47743                    | 2455  | Ladda upp en till bild av detta arbetslivsmuseum                                            |
| Konunga-stollen                             |                 | Nora, Nora               | Klacka-Lerberg 59.59745, 14.92685                            | 2429  | Ladda upp en bild av detta arbetslivsmuseum                                                 |
| Frövi maskin- och bruksbanemuseum           |                 | Lindesberg, Frövi        | 59.46115, 15.39048                                           | 2421  | Ladda upp en till bild av detta arbetslivsmuseum                                            |
| Frövifors pappersbruksmuseum                |                 | Lindesberg, Frövi        | Museivägen 59.47948, 15.33132                                | 2422  | Ladda upp en till bild av detta arbetslivsmuseum                                            |
| Munkhyttans skolmuseum                      |                 | Lindesberg, Lindesberg   | Munkhyttan 59.60698, 15.13402                                | 2439  | Ladda upp en bild av detta arbetslivsmuseum                                                 |
| Löa Hyttelag                                |                 | Lindesberg, Kopparberg   | Löa 59.80167, 15.17778                                       | 2438  | Ladda upp en till bild av detta arbetslivsmuseum                                            |
| Kopparbergs Miljömuseer                     |                 | Ljusnarsberg, Kopparberg | Gruvstugutorget 59.87612, 14.9981                            | 2430  | Ladda upp en bild av detta arbetslivsmuseum                                                 |
| Stripa Gruvmiljö                            |                 | Lindesberg, Stripa       | Gruvbackevägen 59.70613, 15.09567                            | 2437  | Se fler bilder av detta arbetslivsmuseum · Ladda upp en till bild av detta arbetslivsmuseum |
| Lockgruvan                                  |                 | Nora, Nora               | Pershyttan 59.49868, 15.01085                                | 4174  | Ladda upp en till bild av detta arbetslivsmuseum                                            |
| Göthlinska gården                           |                 | Nora, Nora               | Kungsgatan 59.51832, 15.04159                                | 4173  | Ladda upp en till bild av detta arbetslivsmuseum                                            |
| A. Emil Löfbergs handelsmuseum              |                 | Degerfors, Degerfors     | Håkanbol 59.18065, 14.35798                                  | 2227  | Ladda upp en bild av detta arbetslivsmuseum                                                 |
| Brevens Bruk museum                         |                 | Örebro, Brevens bruk     | 59.0131, 15.57988                                            | 1718  | Ladda upp en till bild av detta arbetslivsmuseum                                            |
| Kokboksmuseet                               |                 | Hällefors, Grythyttan    | Sörälgsvägen 2 59.70655, 14.54728                            | 4169  | Ladda upp en till bild av detta arbetslivsmuseum                                            |
| Degerfors fotbollsmuseum                    |                 | Degerfors, Degerfors     | Stora Vallavägen 4 59.23823, 14.44022                        | 2238  | Ladda upp en bild av detta arbetslivsmuseum                                                 |
| Karlslunds Herrgård med trädgårdar          |                 | Örebro, Örebro           | Karlslund 59.27113, 15.1477                                  | 1728  | Se fler bilder av detta arbetslivsmuseum · Ladda upp en till bild av detta arbetslivsmuseum |
| Hembygdsgården i Askersund                  |                 | Askersund, Askersund     | 58.88218, 14.9196                                            | 1726  | Ladda upp en bild av detta arbetslivsmuseum                                                 |
| Idrottsmuseet                               |                 | Örebro, Örebro           | Karlsgatan 28-30 Västra Mark 59.27253, 15.21792              | 1727  | Ladda upp en bild av detta arbetslivsmuseum                                                 |
| Hallsbergs hembygdsgård                     |                 | Hallsberg, Hallsberg     | Stocksäter 59.06988, 15.09233                                | 1724  | Ladda upp en bild av detta arbetslivsmuseum                                                 |
| Hasselfors bruksmuseum                      |                 | Laxå, Hasselfors         | Bruksgatan 59.09758, 14.64923                                | 1725  | Ladda upp en bild av detta arbetslivsmuseum                                                 |
| Folkhögskolemuseum                          |                 | Hallsberg, Sköllersta    | Kävesta 59.13335, 15.31917                                   | 1722  | Ladda upp en bild av detta arbetslivsmuseum                                                 |
| Garphyttans industrimuseum                  |                 | Örebro, Garphyttan       | Bruksvägen 59.30802, 14.9423                                 | 1723  | Ladda upp en till bild av detta arbetslivsmuseum                                            |
| Eriksbergs mejeri                           |                 | Örebro, Glanshammar      | Eriksberg 59.33512, 15.37253                                 | 1721  | Ladda upp en bild av detta arbetslivsmuseum                                                 |
| Skolmuseet i Hardemo                        |                 | Kumla, Kumla             | Hardemo 59.10408, 15.00637                                   | 1739  | Ladda upp en bild av detta arbetslivsmuseum                                                 |
| Lerbäcks hembygdsgård                       |                 | Askersund, Lerbäck       | 58.95625, 15.05815                                           | 1733  | Ladda upp en bild av detta arbetslivsmuseum                                                 |
| Laxå bruksmuseum                            |                 | Laxå, Laxå               | Laxå herrgård 58.97938, 14.63355                             | 1732  | Ladda upp en bild av detta arbetslivsmuseum                                                 |
| Militärminnet Sanna hed                     |                 | Kumla, Kumla             | Sannahed 59.0949, 15.15885                                   | 1734  | Se fler bilder av detta arbetslivsmuseum · Ladda upp en till bild av detta arbetslivsmuseum |
| Stenarbetarmuseum i Yxhult                  |                 | Kumla, Hällabrottet      | Yxhultsvägen 9, Hällabrottet 59.1106, 15.22747               | 1737  | Ladda upp en bild av detta arbetslivsmuseum                                                 |
| Mullhyttans kvarn                           |                 | Lekeberg, Mullhyttan     | Sågvägen 59.1532, 14.6807                                    | 1736  | Ladda upp en bild av detta arbetslivsmuseum                                                 |
| Mullhyttans ramsåg                          |                 | Lekeberg, Mullhyttan     | Sågvägen 59.14973, 14.68522                                  | 4681  | Ladda upp en bild av detta arbetslivsmuseum                                                 |
| Närkesbergssmedjan                          |                 | Askersund, Närkesberg    | Närkesbergs centrum 58.90578, 15.24367                       | 4227  | Ladda upp en till bild av detta arbetslivsmuseum                                            |
| Nobelmuseet                                 |                 | Karlskoga, Karlskoga     | Björkborn 59.34035, 14.53465                                 | 2284  | Ladda upp en till bild av detta arbetslivsmuseum                                            |
| Svartå hembygdsgård, Slottet                |                 | Degerfors, Svartå        | Bruksgatan 11 59.12432, 14.52303                             | 2298  | Ladda upp en bild av detta arbetslivsmuseum                                                 |
| Cykelmuseum                                 |                 | Hallsberg, Sköllersta    | 59.14547, 15.35523                                           | 4482  | Ladda upp en bild av detta arbetslivsmuseum                                                 |
| Arbetarmuseet Gråbo                         |                 | Karlskoga, Karlskoga     | Korpkullsvägen 12 59.33298, 14.5476                          | 2254  | Ladda upp en till bild av detta arbetslivsmuseum                                            |
| Granbergsdals hytta                         |                 | Karlskoga, Granbergsdal  | 59.40243, 14.58013                                           | 2253  | Se fler bilder av detta arbetslivsmuseum · Ladda upp en till bild av detta arbetslivsmuseum |
| Zinkgruvan gruvmuseum                       |                 | Askersund, Zinkgruvan    | Knallagruvan 58.8112, 15.09053                               | 1744  | Se fler bilder av detta arbetslivsmuseum · Ladda upp en till bild av detta arbetslivsmuseum |
| Bruksmuseet                                 |                 | Örebro, Dyltabruk        | Dylta Bruk 59.3857, 15.265                                   | 1745  | Ladda upp en bild av detta arbetslivsmuseum                                                 |
| Skomakarstugan                              |                 | Kumla, Kumla             | Sannahed 59.0949, 15.15885                                   | 1740  | Ladda upp en bild av detta arbetslivsmuseum                                                 |
| Svenska skoindustrimuseet                   |                 | Kumla, Kumla             | Sveavägen 19 59.12593, 15.14712                              | 1741  | Ladda upp en till bild av detta arbetslivsmuseum                                            |
| Trehörnings masugn                          |                 | Askersund, Mariedamm     | Mariedamm 58.8475, 15.15639                                  | 1742  | Se fler bilder av detta arbetslivsmuseum · Ladda upp en till bild av detta arbetslivsmuseum |
| Wadköping                                   |                 | Örebro, Örebro           | 59.27262, 15.23297                                           | 1743  | Ladda upp en till bild av detta arbetslivsmuseum                                            |
| Örebro MedicinHistoriska Museum             | Digitalt museum | Örebro, Örebro           | koordinater saknas                                           | 4891  | Ladda upp en bild av detta arbetslivsmuseum                                                 |

## Tidigare arbetslivsmuseer i Örebro län
- Id-nr 1738, Norra Öna traktormuseum, Vretstorp.